# Гербы Кировской области
На 1 января 2020 года в Кировской области насчитывалось — 5 городских округов, 1 ЗАТО, 39 муниципальных районов.

## Гербы городских округов Кировской области
| Герб | Наименование                                         | Дата утверждения | Номер в ГГР |
| ---- | ---------------------------------------------------- | ---------------- | ----------- |
|      | Герб муниципального образования город Киров          | 28 мая 1781      | 4321        |
|      | Герб муниципального образования город Вятские Поляны | 8 июня 1999      | 503         |
|      | Герб муниципального образования город Кирово-Чепецк  | 7 июля 2004      | 1798        |

| Герб | Наименование                                              | Дата утверждения | Номер в ГГР |
| ---- | --------------------------------------------------------- | ---------------- | ----------- |
|      | Герб муниципального образования город Котельнич           | 23 октября 1997  | 209         |
|      | Герб муниципального образования город Слободской          | 14 февраля 2005  | 1825        |
|      | Герб муниципального образования город Первомайский (ЗАТО) | 16 сентября 2008 | 4324        |

## Гербы муниципальных районов Кировской области
| Герб | Наименование                                          | Дата утверждения | Номер в ГГР |
| ---- | ----------------------------------------------------- | ---------------- | ----------- |
|      | Герб муниципального образования Арбажский район       | 28 августа 2012  | 7860        |
|      | Герб муниципального образования Афанасьевский район   | 25 марта 2015    | 10265       |
|      | Герб муниципального образования Белохолуницкий район  | 1 августа 2007   | 4283        |
|      | Герб муниципального образования Богородский район     | 20 сентября 2000 | 695         |
|      | Герб муниципального образования Верхнекамский район   | 16 ноября 2011   | 7318        |
|      | Герб муниципального образования Верхошижемский район  | 25 июня 1999     | 705         |
|      | Герб муниципального образования Вятскополянский район | 31 августа 2011  | 6947        |
|      | Герб муниципального образования Даровский район       | 24 июня 2009     | 5610        |
|      | Герб муниципального образования Зуевский район        | 31 мая 2011      | 6943        |
|      | Герб муниципального образования Кикнурский район      | 15 мая 2014      | 9306        |

| Герб | Наименование                                          | Дата утверждения | Номер в ГГР |
| ---- | ----------------------------------------------------- | ---------------- | ----------- |
|      | Герб муниципального образования Кильмезский район     | 7 сентября 2012  | 8056        |
|      | Герб муниципального образования Кирово-Чепецкий район | 15 апреля 2009   | 5038        |
|      | Герб муниципального образования Котельничский район   | 16 июня 1998     | 1325        |
|      | Герб муниципального образования Кумёнский район       | 25 сентября 2002 | 1703        |
|      | Герб муниципального образования Лебяжский район       | 11 февраля 2005  | 1793        |
|      | Герб муниципального образования Лузский район         | 3 июля 2019      | 1893        |
|      | Герб муниципального образования Малмыжский район      | 6 февраля 2012   | 7477        |
|      | Герб муниципального образования Мурашинский район     | 6 февраля 2012   | 8556        |
|      | Герб муниципального образования Нагорский район       | 19 декабря 2014  | 10009       |